# 伝川幹
伝川 幹（つたがわ かん、1949年7月18日 - ）は、日本の実業家。讀賣テレビ放送（読売テレビ）元最高顧問。2016年6月から2019年6月までの約3年間は同社代表取締役社長、同年6月から2020年6月までの約1年間は同社代表取締役会長を務めていた。

## 略歴・人物
新潟県新潟市出身。早稲田大学法学部卒業後、1973年読売新聞社に入社。読売新聞東京本社編集局経済部長などを経て、2009年同取締役、2011年讀賣テレビ放送専務、2013年同副社長。2016年6月望月規夫の後を受けて同社長に就任。2019年6月同会長に就任し、同社長の座を後任者で早稲田大学の後輩でもある大橋善光へ委ねている。ちなみにフリーアナウンサー（元文化放送）の梶原しげる、ジャーナリストの後藤謙次、元北海道函館市長の工藤壽樹は（伝川と同じ早稲田大学法学部の）同級生にあたり、学部は異なるが東海テレビ放送で社長や会長を務めた内田優も（伝川と同じ早稲田大学の）同級生にあたる。2020年6月同最高顧問に就任。2021年6月25日で退任。2023年、旭日中綬章受章。